# محمد عاشور (ممثل)
محمد عاشور ممثل كويتي من مواليد 8 أكتوبر 1992 خريج المعهد العالي للفنون المسرحية بدولة الكويت.

## أعماله[1][2]

### المسلسلات
- دار غريب (2022)
- كف ودفوف (2021)
- السجن (2020)
- أمي دلال والعيال (2020)
- سبع أبواب (2020)
- درويشات (2020)
- دينار نصيب مختار (2020)
- حدود الشر (2019)
- بلاني زماني (2019)
- سموم: المعزب 2 (2018)
- بات نايت (2018)
- خذيت من عمري وعطيت (2018)
- بلوك غشمره (2018)
- وحش الفردوس (2018)
- كحل أسود قلب أبيض (2017)
- سيل وهيل (2017)

### المسرحيات[3]
- عضَّة (2019)
- ليلة زفته(2019)
- من عاش بالحيلة (2019)
- خبز خبزتيه (2019)
- ممنوع الخروج (2019)
- جمعة وخميس (2019)
- العظماء السبعة (2018)
- مملكة الأسود (2018)
- آخر رجل بالعالم (2018)
- علاء الدين (2018)
- أبو لمبة (2017)
- المكتبة (2017)
- الطبيب رغماً عنه (2017)
- لايف شو: فلم هندي (2017)
- عقل وجنون (2017)
- نهيق الأسود (2017)
- اغتصاب (2017)
- عبر الأثير (2016)
- الوشاح السحري (2016)
- كمبوشة (2016)
- لايف شو: خصوصي فل (2016)
- حمام روماني (2016)
- ريا وسكينة (2016)
- السلطة الخامسة (2016)
- طقوس الإشارات والتحولات (2016)
- العرس (2015)
- نارجيسيا (2015)
- لعبة الجنون (2015)
- المزبلة الفاضلة (2015)
- ألو .. لا تقفل المخابرة (2015)
- بوسند في باريس (2015)
- يا جيل اليوم (2014)
- هروج والثوب العجيب (2011)

### الأفلام[4]
- Back from 2038 (2019)
- ملامح (2018)
- ودي أتكلم (2018)
- BACK TO Q82 (2017)
- عوير وزوير (فيلم). عوير وزوير (2016)